# Finnische Fußballnationalmannschaft (U-17-Juniorinnen)
Die finnische U-17-Fußballnationalmannschaft der Frauen repräsentiert Finnland im internationalen Frauenfußball. Die Nationalmannschaft untersteht dem Suomen Palloliitto und wird seit August 2022 von Akan Okomoh trainiert. Der Spitzname der Mannschaft ist Helmarit.
Die Mannschaft tritt bei der U-17-Europameisterschaft und der U-17-Weltmeisterschaft für Finnland an. Den bisher größten Erfolg feierte das Team mit dem dritten Platz bei der Europameisterschaft 2018 und der damit verbundenen Qualifikation für die Weltmeisterschaft 2018, bei der die finnische U-17-Auswahl jedoch nach drei sieglosen Spielen in der Vorrunde frühzeitig ausschied. Auch beim Nordic Cup, der von 1998 bis 2007 mit U-17-Mannschaften ausgespielt wurde, gelang Finnlands U-17 maximal der dritte Platz (2000).

## Turnierbilanz

### Weltmeisterschaft
| Jahr   | Gastgeber           | Platzierung        |
| ------ | ------------------- | ------------------ |
| 2008   | Neuseeland          | nicht qualifiziert |
| 2010   | Trinidad und Tobago | nicht qualifiziert |
| 2012   | Aserbaidschan       | nicht qualifiziert |
| 2014   | Costa Rica          | nicht qualifiziert |
| 2016   | Jordanien           | nicht qualifiziert |
| 2018   | Uruguay             | Gruppenphase       |
| 2021 1 | Indien 1            | – 1                |
| 2022   | Indien              | nicht qualifiziert |

### Europameisterschaft
| Jahr   | Gastgeber               | Platzierung                                  |
| ------ | ----------------------- | -------------------------------------------- |
| 2008   | Schweiz                 | nicht qualifiziert                           |
| 2009   | Schweiz                 | nicht qualifiziert                           |
| 2010   | Schweiz                 | nicht qualifiziert                           |
| 2011   | Schweiz                 | nicht qualifiziert                           |
| 2012   | Schweiz                 | nicht qualifiziert                           |
| 2013   | Schweiz                 | nicht qualifiziert                           |
| 2014   | England                 | nicht qualifiziert                           |
| 2015   | Island                  | nicht qualifiziert                           |
| 2016   | Belarus                 | nicht qualifiziert                           |
| 2017   | Tschechien              | nicht qualifiziert                           |
| 2018   | Litauen                 | 3. Platz                                     |
| 2019   | Bulgarien               | nicht qualifiziert                           |
| 2020 2 | Schweden 2              | – 2                                          |
| 2021 2 | Färöer 2                | – 2                                          |
| 2022   | Bosnien und Herzegowina | Gruppenphase                                 |
| 2023   | Estland                 | Liga A (nicht qualifiziert für die Endrunde) |

### Nordic Cup
| Jahr | Gastgeber   | Platzierung |
| ---- | ----------- | ----------- |
| 1998 | Dänemark    | 5. Platz    |
| 1999 | Niederlande | 7. Platz    |
| 2000 | Finnland    | 3. Platz    |
| 2001 | Norwegen    | 4. Platz    |
| 2002 | Island      | 8. Platz    |
| 2003 | Schweden    | 6. Platz    |
| 2004 | Dänemark    | 8. Platz    |
| 2005 | Norwegen    | 7. Platz    |
| 2006 | Finnland    | 7. Platz    |
| 2007 | Norwegen    | 6. Platz    |